# Wapen van Ans

Het wapen van Ans.

Het wapen van Ans werd op 16 oktober 1980 aan de Luikse gemeente Ans toegekend.

## Geschiedenis
Het wapen is dat van de familie de Waroux, die tot in de 16e eeuw over de heerlijkheid Waroux - met zetel in Alleur (kasteel van Waroux) - heersten. Dit wapen werd als zegel van de schepenbank teruggevonden op een oorkonde die dateert van 14 maart 1330.

## Blazoen
Het wapen wordt als volgt omschreven:
De gueules au lion d'or.
Van keel met een leeuw van goud.— 22 december 1994.